# Anilios insperatus
Espèce
Anilios insperatus est une espèce de serpents de la famille des Typhlopidae. 

## Répartition
Cette espèce est endémique du Sud-Est du Queensland en Australie.

## Publication originale
- Venchi, Wilson & Borsboom, 2015 : A new blind snake (Serpentes: Typhlopidae) from an endangered habitat in south-eastern Queensland, Australia. Zootaxa, no 3990 (2), p. 272–278.